# 中西区 (香港)
中西区（ちゅうせいく、広東語読み: ツォンサイキョイ、英: Central and Western District）は、香港の行政区画の一つ。香港特別行政区政府の本部が存在する「香港の首都」ともいえる区である。香港島にあり、中環の他、金鐘、上環、香港大学、西営盤、半山区、石塘咀、堅尼地城、ヴィクトリア・ピークなどが位置する。香港の都心部と、西側の下町風の町、そしてヴィクトリア・ピーク上の高級住宅地を含まれる区域である。

## 歴史
1969年の民政主任計画で香港に区が置かれた際、上環、中環および半山区が「中区」、西環と現在の南区西部が「西区」とされた。1981年、西区の摩星嶺から南および東区の赤柱と石澳が南区に含まれ、中区と西区の残りを合併して中西区となった。

## 公共施設

### 博物館
- 茶具文物館
- 孫中山紀念館
- 香港医学博物館（中国語版）
- 展城館
- 警隊博物館（中国語版）
- 香港大学美術博物館（中国語版）
- 香港交易所展覧館（中国語版）

### 図書館
- 大会堂公共図書館（中国語版）
- 石塘咀公共図書館（中国語版）
- 士美非路公共図書館（中国語版）

### 公園
- 香港公園
- 香港動植物公園（中国語版）
- 中山紀念公園（中国語版）
- 中西区海濱長廊（中国語版）
- 山頂公園（中国語版）
- 荷李活道公園（中国語版）
- 卑路乍湾公園（中国語版）
- 愛丁堡広場（中国語版）
- 皇后像広場（中国語版）
- 遮打花園（中国語版）

## 教育

### 大学
- 香港大学

### 中学校
- 聖若瑟書院（中国語版）
- 英華女学校（中国語版）
- 聖士提反女子中学（中国語版）
- 英皇書院（中国語版）
- 聖類斯中学（中国語版）
- 聖嘉勒女書院（中国語版）
- 高主教書院（中国語版）
- 聖士提反堂中学（中国語版）
- 楽善堂梁銶琚書院（中国語版）
- 聖保羅書院（中国語版）
- 聖保羅男女中学（中国語版）

### 小学校
- 嘉諾撒聖心学校（中国語版）
- 聖士提反女子中学附属小学（中国語版）
- 聖公会基恩小学
- 新会商会学校
- 英皇書院同学会小学（中国語版）
- 英皇書院同学会小学第二校（中国語版）
- 中西区聖安多尼学校（中国語版）
- 天主教総堂区学校（中国語版）
- 聖公会聖馬太小学
- 般咸道官立小学（中国語版）
- 李陞小学（中国語版）
- 聖公会聖彼得小学（中国語版）
- 香港潮商学校
- 聖安多尼学校
- 聖嘉禄学校
- 聖公会呂明才紀念小学
- 嘉諾撒聖心学校私立部（中国語版）
- 聖類斯中学（小学部）（中国語版）
- 救恩学校（中国語版）
- Island Christian Academy
- 港湾学校
- 香島華徳福学校

### 国際学校
- 港島中学（中国語版）
- ドイツ国際学校（ドイツ語版）

## 交通

### 鉄道
- 香港MTR
  - ■港島線

堅尼地城駅 - 香港大学駅 - 西営盤駅 - 上環駅 - 中環駅 - 金鐘駅 -（柴湾方面）
  - ■荃湾線

中環駅 - 金鐘駅 -（荃湾方面）
  - ■機場快線・■東涌線

香港駅
  - ■南港島線

金鐘駅 -（海怡半島方面）
  - ■東鉄線

金鐘駅 -（会展方面）
- 香港トラム
  - 西行：金鐘駅↔爹核士街（中国語版）
  - 東行：堅尼地城総駅（中国語版）↔金鐘駅
- ピークトラム
  - 中環総駅 - 堅尼地道駅 - 麦当労道駅 - 梅道駅 - 白加道駅 - 山頂駅

### 道路
幹線道路
- ：西区海底トンネル（中国語版）
- ：干諾道（中国語版）西、干諾道中、中環湾仔繞道（中国語版）

市区道路
- 夏慤道（中国語版）
- 金鐘道（中国語版）
- 龍和道（中国語版）
- 民祥街（中国語版）
- 皇后大道（中国語版）中、皇后大道西
- 徳輔道（中国語版）中、徳輔道西
- 山道天橋
- 西辺街（中国語版）
- 堅道（中国語版）
- 羅便臣道（中国語版）
- 柏道（中国語版）
- 般咸道（中国語版）
- 花園道（中国語版）
- 上亜厘畢道（中国語版）
- 紅棉路（中国語版）
- 堅尼地道

郊区道路
- 山頂道（中国語版）
- 馬己仙峡道（中国語版）